# Холодное сердце (франшиза)
«Холодное сердце» (англ. Frozen) — диснеевская медиафраншиза, начавшаяся с одноимённого мультфильма 2013 года, основанного на сказке Ханса Кристиана Андерсена «Снежная королева». Режиссёрами являлись Крис Бак и Дженнифер Ли. Успех мультфильма привёл к созданию продолжения, двух мультсериалов, компьютерных игр и короткометражек.

## Мультфильмы

### Холодное сердце
По сюжету храбрая принцесса Анна и простой парень Кристофф вместе с оленем Свеном и снеговиком Олафом отправляются в опасное путешествие по заснеженным горным вершинам, чтобы попытаться найти старшую сестру Анны, Эльзу, нечаянно наложившую заклятье на их королевство и тем самым обрёкшую на вечную зиму его жителей.

### Холодное сердце 2
После событий первого фильма Эльза, её сестра Анна, Кристофф, олень Свен и снеговик Олаф отправляются в Зачарованный лес, где должны разгадать тайну о прошлом королевства Эренделл.

## Специальный выпуск

### Олаф и холодное приключение
Накануне праздников Эльза раскрывает правду Анне, что с момента смерти их родителей никогда не было праздничной традиции. Желая утешить сестёр, Олаф и Свен решают отправиться в невероятное приключение и найти прекрасную традицию для двух сестёр до наступления праздника.

## Мультсериалы

### Дома с Олафом
Disney выпустила серию коротких клипов, полностью сосредоточенных вокруг Олафа, на своих страницах в YouTube и Twitter 6 апреля 2020 года. В короткометражках Джош Гад повторяет свою роль Олафа. Ролики были анимированы Хайрумом Осмондом и несколькими другими аниматорами из их домов. Эти ролики были сделаны во время пандемии COVID-19. Сериал закончился 13 мая того же года специальным музыкальным роликом под названием «I Am with You». Последний содержит клипы из других мультфильмов Диснея, таких как «Дамбо», «Золушка», «Красавица и чудовище», Геркулес, «Ральф», «Холодное сердце» и другие. Всего был выпущен 21 короткометражный фильм.

### Олаф представляет
Мультсериал был выпущен на Disney+ 12 ноября 2021 года, чтобы совпасть с Днём Disney+. Серия короткометражных фильмов сосредоточена на Олафе, рассказывающего классические диснеевские истории «как только он может». Сериал вдохновлен сценой в «Холодном сердце 2», в которой Олаф пересказывал весь первый мультфильм за 90 секунд. Пять пересказанных мультфильмов серии: «Русалочка», «Аладдин», «Король Лев», «Рапунцель: Запутанная история» и «Моана».

## Создатели
| Роль                    | Мультфильмы                           | Мультфильмы                                                              | Короткометражки                       | Короткометражки                | Специальные выпуски            | Специальные выпуски           |
| Роль                    | «Холодное сердце»                     | «Холодное сердце 2»                                                      | «Холодное торжество»                  | «Жил-был снеговик»             | «Олаф и холодное приключение»  | «LEGO Frozen Northern Lights» |
| ----------------------- | ------------------------------------- | ------------------------------------------------------------------------ | ------------------------------------- | ------------------------------ | ------------------------------ | ----------------------------- |
| Режиссёр(ы)             | Крис Бак и Дженнифер Ли               | Крис Бак и Дженнифер Ли                                                  | Крис Бак и Дженнифер Ли               | Трент Корри и Дэн Абрахам      | Кевин Детерс и Стиви Вермерс   |                               |
| Продюсер(ы)             | Питер Дель Вечо                       | Питер Дель Вечо                                                          | Питер Дель Вечо и Айми Скрибнер       | Питер Дель Вечо и Николь Хирон | Рой Конли                      |                               |
| Исполнительный продюсер | Джон Лассетер                         | Байрон Ховард                                                            | Дженнифер Ли                          | Джон Лассетер                  |                                |                               |
| Авторы сюжета           | Крис Бак, Дженнифер Ли и Шэйн Моррис  | Дженнифер Ли, Крис Бак, Марк Смит, Кристен Андерсон-Лопес и Роберт Лопес | Дженнифер Ли, Крис Бак и Марк Смит    | Трент Корри и Дэн Абрахам      | Жак Шеффер                     |                               |
| Сценарист(ы)            | Дженнифер Ли                          | Дженнифер Ли                                                             | Дженнифер Ли, Крис Бак и Марк Смит    | Трент Корри и Дэн Абрахам      | Жак Шеффер                     |                               |
| Авторы песен            | Кристен Андерсон-Лопес и Роберт Лопес | Кристен Андерсон-Лопес и Роберт Лопес                                    | Кристен Андерсон-Лопес и Роберт Лопес | TBA                            | Элисса Самсел и Кейт Андерсон  |                               |
| Композитор              | Кристоф Бек                           | Кристоф Бек                                                              | Кристоф Бек                           | Кристоф Бек и Джефф Морроу     | Кристоф Бек и Джефф Морроу     |                               |
| Монтажёр                | Джефф Дрэхейм                         | Джефф Дрэхейм                                                            | Джефф Дрэхейм                         | Джефф Дрэхейм                  | Джереми Милтон и Джесси Аверна |                               |

## Реакция
| Фильм               | Дата выхода    | Кассовые сборы           | Кассовые сборы             | Кассовые сборы             | Ранк     | Ранк     | Бюджет    | Примечания |
| Фильм               | Дата выхода    | Домашний прокат          | За рубежом                 | Весь мир                   | Домашний | Весь мир | Бюджет    | Примечания |
| ------------------- | -------------- | ------------------------ | -------------------------- | -------------------------- | -------- | -------- | --------- | ---------- |
| «Холодное сердце»   | 27 ноября 2013 | $400 738 009             | $880 064 273               | $1 280 802 282             | #39      | #16      | $150 млн. | [ 8 ]      |
| «Холодное сердце 2» | 22 ноября 2019 | $477 373 578             | $972 653 355               | $1 450 026 933             | #17      | #19      | $150 млн. | [ 9 ]      |
| Всего               | Всего          | 878 111 587 долларов США | 1 852 717 628 долларов США | 2 730 829 215 долларов США | -        | #22      | $300 млн. | [ 10 ]     |

### Критика
| Фильм                         | Rotten Tomatoes   | Metacritic      |
| ----------------------------- | ----------------- | --------------- |
| «Холодное сердце»             | 90% (241 отзывов) | 74 (43 отзывов) |
| «Холодное сердце 2»           | 77% (312 отзывов) | 64 (47 отзывов) |
| «Олаф и холодное приключение» | 57% (7 отзывов)   |                 |
| «Олаф представляет»           | 100% (5 отзывов)  |                 |